# Herman Matthijs
Herman Matthijs is een Belgisch econoom en hoogleraar openbare financiën aan de Vrije Universiteit Brussel en onbezoldigd gastprofessor aan de Universiteit Gent. Hij treedt regelmatig op in de media als expert.

## Levensloop
Herman Matthijs was professor economie aan de Vrije Universiteit Brussel. Omdat hij volgens rector Paul De Knop niet aan de criteria om gewoon hoogleraar te worden voldeed, stapte hij in 2011 naar de Universiteit Gent over. Hij bleef echter ook aan de VUB verbonden. In 2013 onderzocht de UGent een klacht tegen Matthijs wegens wetenschapsfraude. Hij diende vervolgens een klacht in tegen Frank Thevissen, die volgens hem de klacht bij de UGent indiende en in 2007 reeds bij de VUB een klacht indiende.
Hij is of was tevens:
- voorzitter van de Raad voor Verkiezingsbetwistingen (2014–), voorheen voorzitter van de Raad voor Verkiezingsbetwistingen Oost-Vlaanderen
- ondervoorzitter van de Vlaamse Commissie voor Volksraadplegingen (2016-2022)
- lid van de afdeling Fiscaliteit en Parafiscaliteit van de Hoge Raad van Financiën (sinds 2006)
- lid van de Controlecommissie betreffende de verkiezingsuitgaven en de boekhouding van de politieke partijen van de Kamer van volksvertegenwoordigers
- lid van het college van censoren van de Nationale Bank van België (tot 2020), waar hij tevens lid van de begrotingscommissie en sanctiecommissie was
- voorzitter van de Vlaamse Adviesraad voor Bestuurszaken
- ondervoorzitter van het Vrij Syndicaat voor het Openbaar Ambt
- lid van het Vlaamse Schuldcomité (sinds 2022)

Hij schrijft regelmatig opiniestukken voor Knack en Doorbraak, treedt op in de media als expert in financiële en politieke aangelegenheden en is expert inzake inlichtingendiensten en Amerikakenner. Ook deed hij onderzoek naar de kosten van diverse West-Europese koningshuizen.